# Río Moro
El río Moro es un curso natural de agua de corto trayecto que fluye en la Región de Aysén con dirección general sureste a noroeste hasta desmbocar en la ribera sur del río Cisnes.

## Caudal y régimen
El río Moro tiene una estación fluviométrica ubicada antes de su desembocadura en el río Cisnes, a 516 m de altura. Su número es el 11143002-0 y sus coordenadas son  44° 45’ 00” Sur y 72° 43’ 00” West. El año 2010 tenía 22 años de mediciones hechas.: 31 
Hans Niemeyer escribe sobre su fuerza:: 524 
El régimen del río Cisnes está condicionado fundamentalmente por las lluvias en sus cursos medio e inferior. En el curso superior, en cambio, posee un régimen mixto.

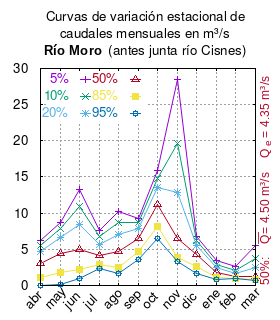
Curvas de variación estacional del río Moro antes de la junta con el río Cisnes.

El caudal del río (en un lugar fijo) varía en el tiempo, por lo que existen varias formas de representarlo. Una de ellas son las curvas de variación estacional que, tras largos periodos de mediciones, predicen estadísticamente el caudal mínimo que lleva el río con una probabilidad dada, llamada probabilidad de excedencia. La curva de color rojo ocre (con {\displaystyle {\color {Red}\vartriangle }}) muestra los caudales mensuales con probabilidad de excedencia de un 50%. Esto quiere decir que ese mes se han medido igual cantidad de caudales mayores que caudales menores a esa cantidad. Eso es la mediana (estadística), que se denota Qe, de la serie de caudales de ese mes. La media (estadística) es el promedio matemático de los caudales de ese mes y se denota {\displaystyle {\overline {Q}}}. 
Una vez calculados para cada mes, ambos valores son calculados para todo el año y pueden ser leídos en la columna vertical al lado derecho del diagrama. El significado de la probabilidad de excedencia del 5% es que, estadísticamente, el caudal es mayor solo una vez cada 20 años, el de 10% una vez cada 10 años, el de 20% una vez cada 5 años, el de 85% quince veces cada 16 años y la de 95% diecisiete veces cada 18 años. Dicho de otra forma, el 5% es el caudal de años extremadamente lluviosos, el 95% es el caudal de años extremadamente secos. De la estación de las crecidas puede deducirse si el caudal depende de las lluvias (mayo-julio) o del derretimiento de las nieves (septiembre-enero).